# The Citizens’ Voice
The Citizens’ Voice (deutsch sinngemäß Die Stimme der Bürger) ist eine Lokalzeitung, die täglich in Wilkes-Barre im US-Bundesstaat Pennsylvania erscheint. Sie wurde 1978 von streikenden Mitarbeitern der bis dato einzigen Tageszeitung in Wilkes-Barre, dem Times Leader, gegründet.

## Verbreitung der gedruckten Ausgabe
Die ersten Ausgaben von The Citizens’ Voice hatten eine Auflage von rund 45.000 Exemplaren.
Im Spätsommer 2018 lag die gedruckte Auflage nach Angaben der Alliance for Audited Media bei 20.968 Exemplaren an Werktagen sowie 23.116 Exemplaren der Sonntagsausgabe.

## Geschichte
In den 1960er- und frühen 1970er-Jahren erschienen in Wilkes-Barre zwei Tageszeitungen, der Times Leader, the Evening News und der Wilkes-Barre Record, die allerdings schon seit 1939 im selben Verlag, der Wilkes-Barre Publishing Company, erschienen. Mit der Ausgabe vom 27. Juni 1972 wurden beide zum Wilkes Barre Times Leader/The Evening News/Wilkes-Barre Record kombiniert. Im Mai 1978 erwarb der Medienkonzern Capital Cities Communications die Wilkes-Barre Publishing Company und deren Tageszeitung, die kurz darauf in The Times Leader umbenannt wurde.
Zwischen dem neuen Eigentümer und der zu großen Teilen in den vier Gewerkschaften Newspaper Guild Local 120, Typographical Union Local 187, Pressmen’s Union Local 137 und Stereotypers’ Union Local 139 organisierten Belegschaft des Times-Leader entwickelten sich Konflikte über die Arbeitsbedingungen, Bezahlung und die redaktionelle Ausrichtung. In einem Klima von gegenseitigem Misstrauen beauftragte Capital Cities im Sommer 1978 unter anderem eine Sicherheitsfirma, den Konzern Wackenhut Corporation, mit der Überwachung von Mitarbeitern im Redaktionsgebäude, der Absicherung des Betriebsgeländes mit einem 3,5 m hohen Zaun und der Erarbeitung von „Notfallplänen“ für den Fall von Streiks. Dies wurde von den gewerkschaftlich organisierten Zeitungsmitarbeitern als Einschüchterungsversuch vor den anstehenden Tarifvertragsverhandlungen interpretiert. Nachdem keine Einigung über die Verlängerung eines zum 30. September 1978 ausgelaufenen Tarifvertrags erzielt werden konnte, riefen die vier Gewerkschaften am 6. Oktober 1978 zur Arbeitsniederlegung auf. Etwa 210 Mitarbeiter, ein Großteil der Belegschaft, folgten dem Aufruf. Der Streik dauerte bis 1982 und wurde letztlich nach über vier Jahren dadurch beendet, dass den vier Gewerkschaften schrittweise die Vertretungsbefugnis entzogen wurde.
Ein Teil der Streikenden gründete eine eigene Zeitung, The Citizens’ Voice, deren erste Ausgabe am 9. Oktober 1978 erschien. Gedruckt wurden die ersten, nun täglich außer sonntags publizierten Auflagen auf der Druckmaschine des Wyoming Valley Observer, einer regionalen Wochenzeitung. The Citizens’ Voice sollte nur für die Dauer des Streiks erscheinen und durch finanzielle Konkurrenz die Verhandlungsposition gegenüber den Herausgebern des Times Leader stärken. Durch den Wechsel zahlreicher Leser zur Citizens’ Voice sank die Auflage des Times Leader tatsächlich innerhalb weniger Wochen deutlich. Mit verbliebenen und neuen Mitarbeitern erschien der Times-Leader allerdings weiterhin. Auch nach dem Ende des Streiks wurde The Citizens’ Voice weiter als „Streikzeitung“ unter finanzieller Beteiligung der involvierten Gewerkschaften herausgegeben; ab 1984 mit einer eigenen Druckerei. 1989 wurde der Zeitungsbetrieb in ein Unternehmen umgewandelt, dessen Anteile von Mitarbeitern übernommen wurden. Nachdem im Mai 1993 die regionale Sonntagszeitung Sunday Independent abrupt geschlossen wurde und die seit 1987 herausgegebene Sonntagsausgabe des Times-Leader somit die einzige Sonntagspublikation in Wilkes-Barre gewesen wäre, entschied sich The Citizens’ Voice, auch sonntags zu publizieren.
Im Mai 2000 wurde The Citizens’ Voice vom Verlag Times-Shamrock Communications übernommen, dessen größte Publikation die Lokalzeitung The Scranton Times-Tribune in Scranton ist.